# A. J. Allmendinger
Anthony James Allmendinger (Los Gatos, 16 de dezembro de 1981) é um automobilista norte-americano.

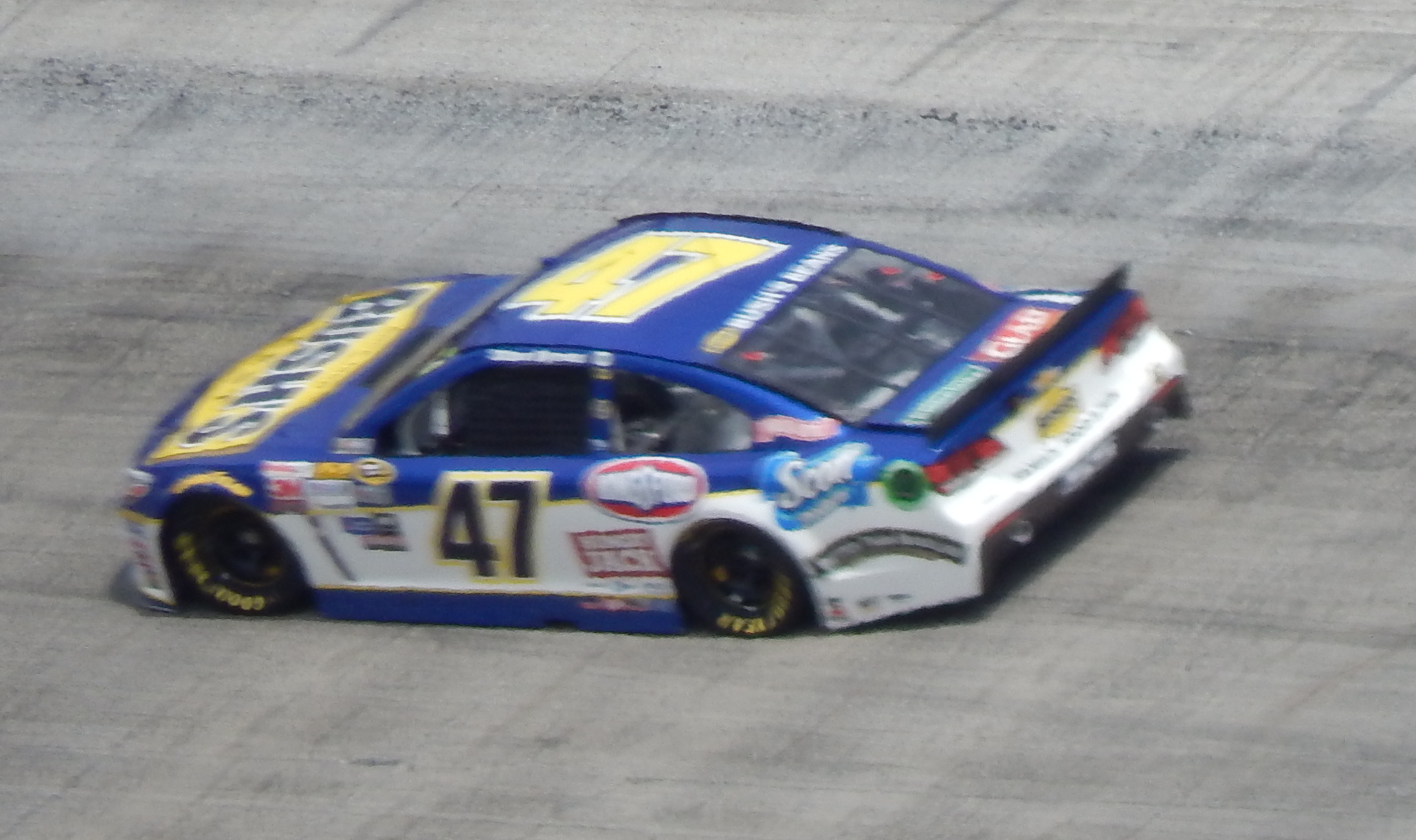
Carro de A. J. Allmendinger na NASCAR em 2015.

Piloto da Champ Car e NASCAR, em 24 de julho de 2012 a Nascar anunciou que Allmendinger foi suspenso indefinidamente após exame antidopagem confirmar doping. Sua equipe, a Penske Racing, rescindiu seu contrato.Em 2013 ele retorna a NASCAR para algumas corridas pelo #51 da Phoenix Racing e em 2014 assume o #47 da JTG Daugherty Racing para disputar a temporada completa, na vaga deixada pelo ex-campeão da categoria: Bobby Labonte. 
Em 2014 na corrida de Watkins Glen, Allmendinger assumiu a liderança com menos de 30 voltas até a bandeira quadriculada, ganhando sua primeira vitória na Sprint Cup Series.
Em 25 de setembro de 2018, foi anunciado que Allmendinger, apesar de ter faltado dois anos de contrato, se separaria da JTG no final da temporada de 2018, encerrando um relacionamento de longa data com a equipe. 
Em 21 de março de 2019, a Kaulig Racing anunciou que Allmendinger se juntaria ao carro nº 10 da equipe por um cronograma parcial da NASCAR Xfinity Series . Sua programação era originalmente de quatro corridas começando em julho em Daytona, seguida pelos eventos em Mid-Ohio, Road America e Charlotte Motor Speedway Roval. 
Em sua última corrida do ano no Charlotte Roval , ele obteve sua primeira vitória da temporada e a terceira de sua carreira na NASCAR Xfinity Series.
Em 30 de janeiro de 2020, a Kaulig Racing anunciou que Allmendinger iria aparecer em oito corridas pela equipe. Mais corridas em Bristol e Atlanta foram posteriormente adicionadas à sua programação, sendo na última corrida ele conquistou sua primeira vitória na carreira em um oval. A vitória de Atlanta tornou Allmendinger elegível para o bônus em dinheiro Dash 4 Cash de $ 100.000 disponível na semana seguinte em Homestead-Miami. Kaulig adicionou a corrida à programação de Allmendinger, onde terminou em quarto lugar, o suficiente para reivindicar o bônus.
Em outubro, Allmendinger defendeu sua vitória no Charlotte Roval, conquistando a vitória na pista pelo segundo ano consecutivo em uma corrida afetada pela chuva e escuridão.
Em 1 de dezembro de 2020, Kaulig anunciou que Allmendinger executaria todo o cronograma para equipe.  Ele também se juntou ao programa da equipe NASCAR Cup Series para o circuito de Daytona, marcando sua primeira corrida na Copa desde 2018. 
Allmendinger desde 2021 é piloto regular da NASCAR Xfinity Series. Pilotando o Chevrolet Camaro nº 16 da Kaulig Racing.
Em março, Allmendinger conquistou sua sexta vitória na carreira ao vencer em Las Vegas. Ele marcou uma segunda vitória em Mid-Ohio em junho. Em 21 de agosto de 2021 conquistou a terceira vitoria na temporada em Michigan.
Em 15 de agosto de 2021 Allmendinger conquistou uma vitória na inédita corrida no misto de Indianapolis e segunda na carreira pela NASCAR Cup Series.
Nesse ano de 2021, Allmendinger chegou no Final Four da NASCAR Xfinity Series. Porém na corrida final, ele acabou rodando e teve que se recuperar, onde ficou na Décima Quarta posição.
No ano de 2022, Allmendinger segiu na NASCAR Xfinity Series, venceu a Regular Season. Porém ficou apenas em 5° na classificação final. Ele disputou 18 corridas na NASCAR Cup Series, sendo o melhor resulado, um Segundo lugar em Watkins Glen.
Em Outubro de 2022, a Kaulig Racing anunciou que Allmendinger correria como Piloto Regular na NASCAR Cup Series de 2023 com o número 16.
Allmendinger começou bem em 2023, com um sexto lugar na Daytona 500, em geral a temporada dele foi de altos e baixos. Ficando fora dos Play-offs, mas durante os play-offs, ele venceu em Charlotte Motor Speedway, conquistando assim a sua única vitória naquela temporada.
Em Dezembro de 2023, foi anunciado que o Allmendinger ia voltar pra  NASCAR Xfinity Series pra essa temporada de 2024, onde nesse momento, ocupa a Sétima posição do campeonato, com seu melhor resultado sendo um Quarto lugar em Texas. Ele fez algumas corridas na NASCAR Cup Series, incluindo a Daytona 500 de 2024, onde ele ficou em Sexto lugar.